# Орлинци
Орлинци (болг. Орлинци) — село в Болгарии. Находится в Бургасской области, входит в общину Средец. Население составляет 419 человек (2022).

## Политическая ситуация
Кмет (староста) — Йорданка Василева (партия Граждане за европейское развитие Болгарии (ГЕРБ))
Кмет (мэр) общины Средец — Тодор Пройков Станчев (Болгарская социалистическая партия (БСП)) по результатам выборов в правление общины.